# Падмавати
Падмавати, или Аламелу (телугу శ్రీ పద్మావతి అమావారు), — мифическая южноиндийская принцесса, почитаемая в качестве аватары богини процветания Шри-Лакшми и богини земли Бхуми.
В индуизме она является супругой одного из земных воплощений Вишну — Венкатешвары — молодого юноши Шриниваса, который, спустившись на Землю, долго медитировал, так что вокруг его тела вырос термитник. В таком виде его обнаружил пастух, а местный царь построил на этом месте знаменитый храм в Тирупати (Андхра-Прадеш). Здесь же он женился на Падмавати (имя которой значит выросшая из лотоса). Падмавати была не простой девушкой, а Ведавати, воплощением духа Ситы (супруги Рамы в предыдущей инкарнации Вишну) и её матери Бхуми. Соответственно она является частичной аватарой самой Лакшми. На свадьбу Шринивас занял у бога богатства Куберы много денег, которые обещал вернуть до разрушения Вселенной (конца «дня Брахмы»). В присутствии всех богов Шринивас женился на Падмавати. Когда все трое — Шринивас, Лакшми и Падмавати — встретились, Шринивас превратился в статую из чёрного камня (которая стала мурти Венкатешвары). Лакшми (Шри-деви) и Падмавати (Бху-деви) остались с Шринивасом и заняли свои места слева и справа от него.
В Тирупати существует храм Падмавати, специально посвящённый ей.